# Proceratophrys palustris
Proceratophrys palustris là một loài ếch thuộc họ Leptodactylidae.
Đây là loài đặc hữu của Brasil.
Môi trường sống tự nhiên của chúng là vùng núi ẩm nhiệt đới hoặc cận nhiệt đới, đồng cỏ khô nhiệt đới hoặc cận nhiệt đới vùng đất thấp, và sông có nước theo mùa.
Chúng hiện đang bị đe dọa vì mất môi trường sống.